# Segunda División de Chile 1976
Segunda División de Chile 1976 var 1976 års säsong av den näst högsta nationella divisionen för fotboll i Chile, som vanns av Ñublense som således tillsammans med andraplacerade O'Higgins gick upp i Primera División (den högsta divisionen), medan Trasandino och Audax Italiano gick till uppflyttningskval. Segunda División 1976 bestod av 16 lag som delades upp i två grupper om åtta lag, där alla inom sin grupp mötte varandra tre gånger, vilket gav totalt 21 matcher per lag. Efter dessa 21 matcherna gick de fyra främsta lagen i varje grupp vidare till en uppflyttningsserie, medan de övriga fyra gick till en nedflyttningsserie. Inget lag flyttades däremot ner denna säsong.

## Tabell
| Nr | Lag                  | S  | V  | O | F  | GM | IM | MS  | P  |
| -- | -------------------- | -- | -- | - | -- | -- | -- | --- | -- |
| 1  | Audax Italiano       | 21 | 10 | 7 | 4  | 28 | 19 | +9  | 27 |
| 2  | Trasandino           | 21 | 9  | 6 | 6  | 43 | 35 | +8  | 24 |
| 3  | Coquimbo Unido       | 21 | 9  | 6 | 6  | 34 | 27 | +7  | 24 |
| 4  | San Antonio Unido    | 21 | 9  | 4 | 8  | 29 | 38 | −9  | 22 |
| 5  | Ferroviarios         | 21 | 7  | 7 | 7  | 44 | 37 | +7  | 21 |
| 6  | San Luis de Quillota | 21 | 6  | 9 | 6  | 24 | 24 | 0   | 21 |
| 7  | Unión San Felipe     | 21 | 6  | 4 | 11 | 29 | 36 | −7  | 16 |
| 8  | Unión La Calera      | 21 | 3  | 7 | 11 | 26 | 41 | −15 | 13 |

| Nr | Lag              | S  | V | O  | F  | GM | IM | MS  | P  |
| -- | ---------------- | -- | - | -- | -- | -- | -- | --- | -- |
| 1  | O'Higgins        | 21 | 9 | 11 | 1  | 36 | 18 | +18 | 29 |
| 2  | Ñublense         | 21 | 9 | 8  | 4  | 30 | 22 | +8  | 26 |
| 3  | Magallanes       | 21 | 7 | 11 | 3  | 30 | 22 | +8  | 25 |
| 4  | Malleco Unido    | 21 | 7 | 9  | 5  | 25 | 21 | +4  | 23 |
| 5  | Iberia           | 21 | 6 | 9  | 6  | 31 | 25 | +6  | 21 |
| 6  | Curicó Unido     | 21 | 7 | 5  | 9  | 28 | 39 | −11 | 19 |
| 7  | Deportes Linares | 21 | 2 | 9  | 10 | 25 | 43 | −18 | 13 |
| 8  | Independiente    | 21 | 3 | 6  | 12 | 31 | 46 | −15 | 12 |

## Uppflyttningsserien
Lag 1–2: Uppflyttade till Primera División.
Lag 3–4: Till uppflyttningskval.
| Nr | Lag               | S  | V | O | F  | GM | IM | MS  | P  |
| -- | ----------------- | -- | - | - | -- | -- | -- | --- | -- |
| 1  | Ñublense          | 14 | 7 | 5 | 2  | 21 | 12 | +9  | 19 |
| 2  | O'Higgins         | 14 | 7 | 4 | 3  | 18 | 12 | +6  | 18 |
| 3  | Trasandino        | 14 | 6 | 3 | 5  | 23 | 17 | +6  | 15 |
| 4  | Audax Italiano    | 14 | 6 | 3 | 5  | 21 | 17 | +4  | 15 |
| 5  | Coquimbo Unido    | 14 | 6 | 2 | 6  | 11 | 13 | −2  | 14 |
| 6  | Malleco Unido     | 14 | 5 | 3 | 6  | 15 | 16 | −1  | 13 |
| 7  | Magallanes        | 14 | 5 | 2 | 7  | 17 | 24 | −7  | 12 |
| 8  | San Antonio Unido | 14 | 2 | 2 | 10 | 16 | 31 | −15 | 6  |

### Uppflyttningskval
Lag 1–2: Uppflyttade till Primera División.
| Nr | Lag            | S | V | O | F | GM | IM | MS | P |
| -- | -------------- | - | - | - | - | -- | -- | -- | - |
| 1  | Huachipato     | 3 | 2 | 0 | 1 | 9  | 4  | +5 | 4 |
| 2  | Audax Italiano | 3 | 2 | 0 | 1 | 7  | 4  | +3 | 4 |
| 3  | Trasandino     | 3 | 2 | 0 | 1 | 7  | 7  | 0  | 4 |
| 4  | Rangers        | 3 | 0 | 0 | 3 | 2  | 10 | −8 | 0 |

## Nedflyttningsserien
Inget lag flyttades ner, namnet till trots.
| Nr | Lag                  | S  | V | O | F | GM | IM | MS  | P  |
| -- | -------------------- | -- | - | - | - | -- | -- | --- | -- |
| 1  | San Luis de Quillota | 14 | 8 | 2 | 4 | 23 | 21 | +2  | 18 |
| 2  | Deportes Linares     | 14 | 6 | 5 | 3 | 21 | 17 | +4  | 17 |
| 3  | Independiente        | 14 | 6 | 4 | 4 | 26 | 18 | +8  | 16 |
| 4  | Unión La Calera      | 14 | 7 | 1 | 6 | 22 | 20 | +2  | 15 |
| 5  | Ferroviarios         | 14 | 4 | 4 | 6 | 28 | 28 | 0   | 12 |
| 6  | Iberia               | 14 | 3 | 6 | 5 | 15 | 16 | −1  | 12 |
| 7  | Curicó Unido         | 14 | 3 | 6 | 5 | 17 | 29 | −12 | 12 |
| 8  | Unión San Felipe     | 14 | 3 | 4 | 7 | 23 | 26 | −3  | 10 |